# Àcid nitrós
L'àcid nitrós (fórmula molecular: HNO₂) és un àcid feble i monobàsic que es coneix només en forma de solució i en forma de sals de nitrit.
Altres noms de l'àcid nitrós són: àcid dioxonítric (III), dioxonitrat (III) d'hidrogen, nitrit d'hidrogen, àcid de Xile.
L'àcid nitrós es fa servir per a fer diazides de les amines. Es tracta d'un agent mutagen que provoca la desaminació oxidativa de l'adenina i la citosina, originant transicions. Les sals de diazoni es fan servir molt en la síntesi orgànica i en la preparació de tincions azoiques que són la base de les proves per les anilines. També es fa servir l'àcid nitrós per a destruir l'azida de sodi que és tòxica i potencialment explosiva així com per prepara colorants. En la majoria dels casos l'àcid nitrós es forma in situ.

## Síntesi
Es pot obtenir agregant-li un àcid mineral (com l'àcid sulfúric) al nitrit de sodi.

## Descomposició
L'àcid nitrós és força inestable, i es descompon amb rapidesa a òxid de nitrogen (III), òxid de nitrogen (II) i aigua quan es troba en solució:
2 HNO₂ → NO₂ + NO + H₂O
També es pot descompondre en àcid nítric, òxid de nitrogen (I) i aigua:
4 HNO₂ → 2 HNO₃ + N₂O + H₂O